# 托讷拉隆
托讷拉隆（法語：Thonne-la-Long，法語發音：[tɔn la lɔ̃]）是法国默兹省的一个市镇，属于凡尔登区。

## 地理
托讷拉隆（49°33'41"N, 5°25'32"E）面积9.5 平方千米，位于法国大東部大區默兹省，该省份为法国西北部内陆省份，北与比利时接壤，西接马恩省和阿登省，南至上马恩省和孚日省，东临默尔特-摩泽尔省。
与托讷拉隆接壤的市镇（或旧市镇、城区）包括：梅克斯德旺维尔通、鲁夫鲁瓦、阿维奥特、布勒、蒙梅迪、小韦尔讷伊。

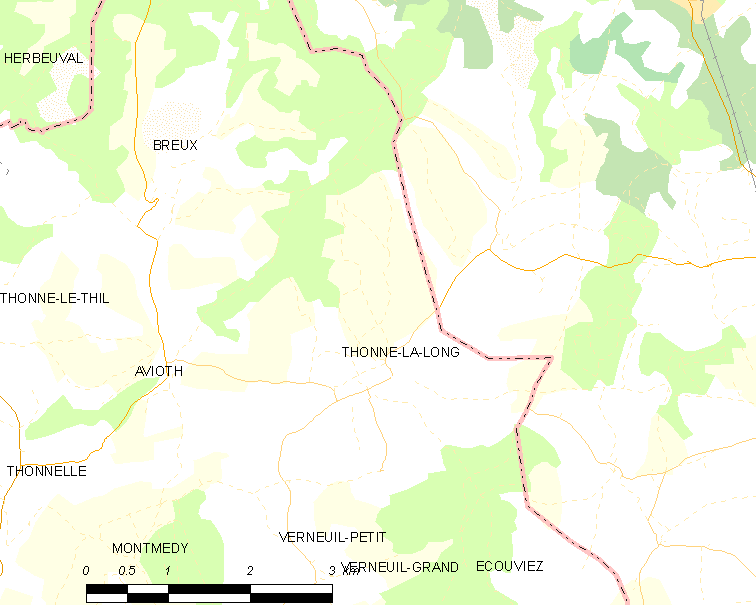
托讷拉隆的OSM定位图

托讷拉隆的时区为UTC+01:00、UTC+02:00（夏令时）。

## 行政
托讷拉隆的邮政编码为55600，INSEE市镇编码为55508。

## 政治
托讷拉隆所属的省级选区为蒙梅迪县。

## 人口

1962-2008年间托讷拉隆人口变化图示

托讷拉隆于2022年1月1日时的人口数量为357人。